# Innisfail (Queensland)
Ne doit pas être confondu avec Innisfail (Alberta).
Innisfail (8 262 habitants) est une ville de la région de la Cassowary Coast, au nord-est du Queensland en Australie, à 5 km de la côte, à 1 631 km de Brisbane.
C'est la principale ville de la région. Elle est connue pour ses plantations de bananes et de canne à sucre mais aussi pour être l'une des villes les plus pluvieuses d'Australie avec des précipitations atteignant 3,567 m/an d'où des inondations fréquentes. En 2006 la ville a connu de graves dégâts avec le cyclone Larry et en 2011 le cyclone Yasi.

## Climat
Innisfail a un climat équatorial (Köppen : Af) avec des temps chauds et humides pour la plupart de l'année. La pluviométrie est vraiment élevée : 3 549,5 mm par an, avec un maximum en automne. La température la plus élevée enregistrée est de 41,0 ºC le 26 novembre 2018, tandis que la température la plus basse est de 6,2 ºC le 6 juillet 1984.
| Mois                                            | jan.  | fév.  | mars  | avril | mai   | juin  | jui.  | août  | sep. | oct. | nov. | déc.  | année   |
| ----------------------------------------------- | ----- | ----- | ----- | ----- | ----- | ----- | ----- | ----- | ---- | ---- | ---- | ----- | ------- |
| Température minimale moyenne (°C)               | 22,9  | 22,9  | 22,2  | 20,6  | 18,4  | 16,3  | 15,3  | 15,5  | 17   | 19   | 20,9 | 22,1  | 19,4    |
| Température maximale moyenne (°C)               | 30,9  | 30,7  | 29,8  | 28,3  | 26,4  | 24,6  | 24,1  | 25,1  | 26,7 | 28,4 | 29,8 | 30,8  | 28      |
| Record de froid (°C)                            | 17,2  | 18    | 17,2  | 10,5  | 9,4   | 6,5   | 6,2   | 8,2   | 10,1 | 12,2 | 16   | 17,2  | 6,2     |
| Record de chaleur (°C)                          | 40,1  | 40,8  | 37,8  | 34,2  | 31,2  | 29,5  | 30    | 30,4  | 32,2 | 35,6 | 41   | 40,3  | 41      |
| Précipitations (mm)                             | 512,3 | 583,5 | 663,2 | 450,8 | 302,6 | 188,5 | 137,5 | 115,1 | 85,3 | 88,9 | 156  | 263,7 | 3 549,5 |
| dont nombre de jours avec précipitations ≥ 1 mm | 14,7  | 15,3  | 17,6  | 16,8  | 15    | 11,5  | 10,3  | 8,5   | 7    | 6,6  | 8,3  | 10,5  | 142,1   |
| Humidité relative (%)                           | 72    | 74    | 73    | 73    | 72    | 70    | 69    | 66    | 65   | 65   | 67   | 69    | 69      |